# Église Sainte-Anne de Cazeaux-de-Larboust

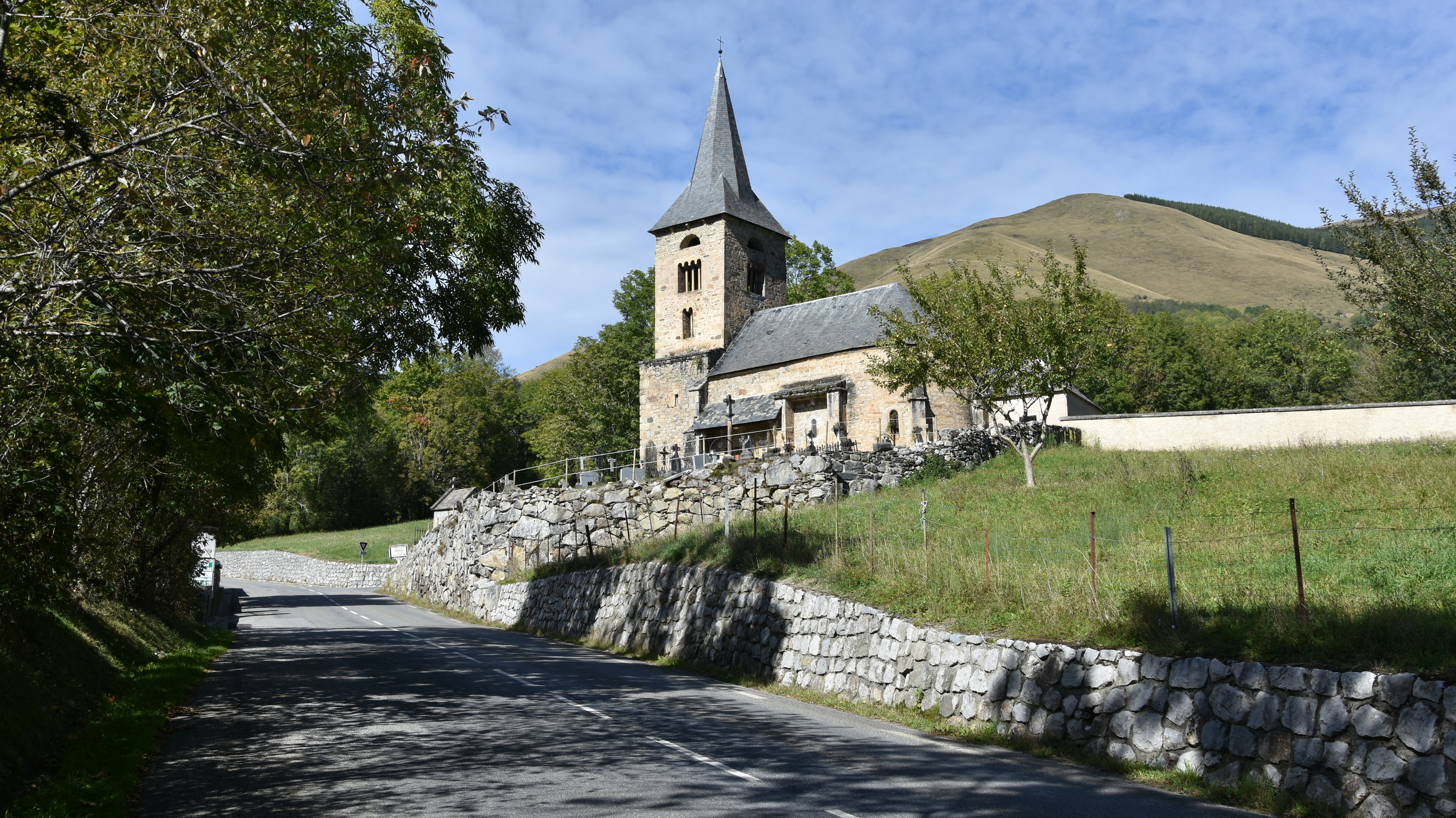
De Église Sainte-Anne de Cazeaux-de-Larboust

De Église Sainte-Anne de Cazeaux-de-Larboust (kerk van de heilige Anna van Cazeaux-de-Larboust) is een kerkgebouw in de Franse gemeente Cazeaux-de-Larboust. Het gebouw stamt uit de 12e eeuw en is opgetrokken in een lokale variant van de romaanse bouwstijl, met name de Lombardische bouwstijl.
Het gebouw uit plaatselijke natuursteen bestaat uit een klokkentoren, een apsis en een schip. De dikte van de muren wijzen erop dat de kerk als toevluchtsoord diende in tijden van troebelen. Prominent aanwezig in het interieur zijn de 15-eeuwse fresco's met voorstellingen van onder meer Sint-Christoffel, Onze-Lieve-Vrouw-Hemelvaart, de erfzonde, het Laatste Oordeel en het Hof van Eden. Ze zijn vervaardigd door een lokale kunstenaar en een Catalaan, overschilderd in 1790 en herontdekt in 1893.

## Galerij

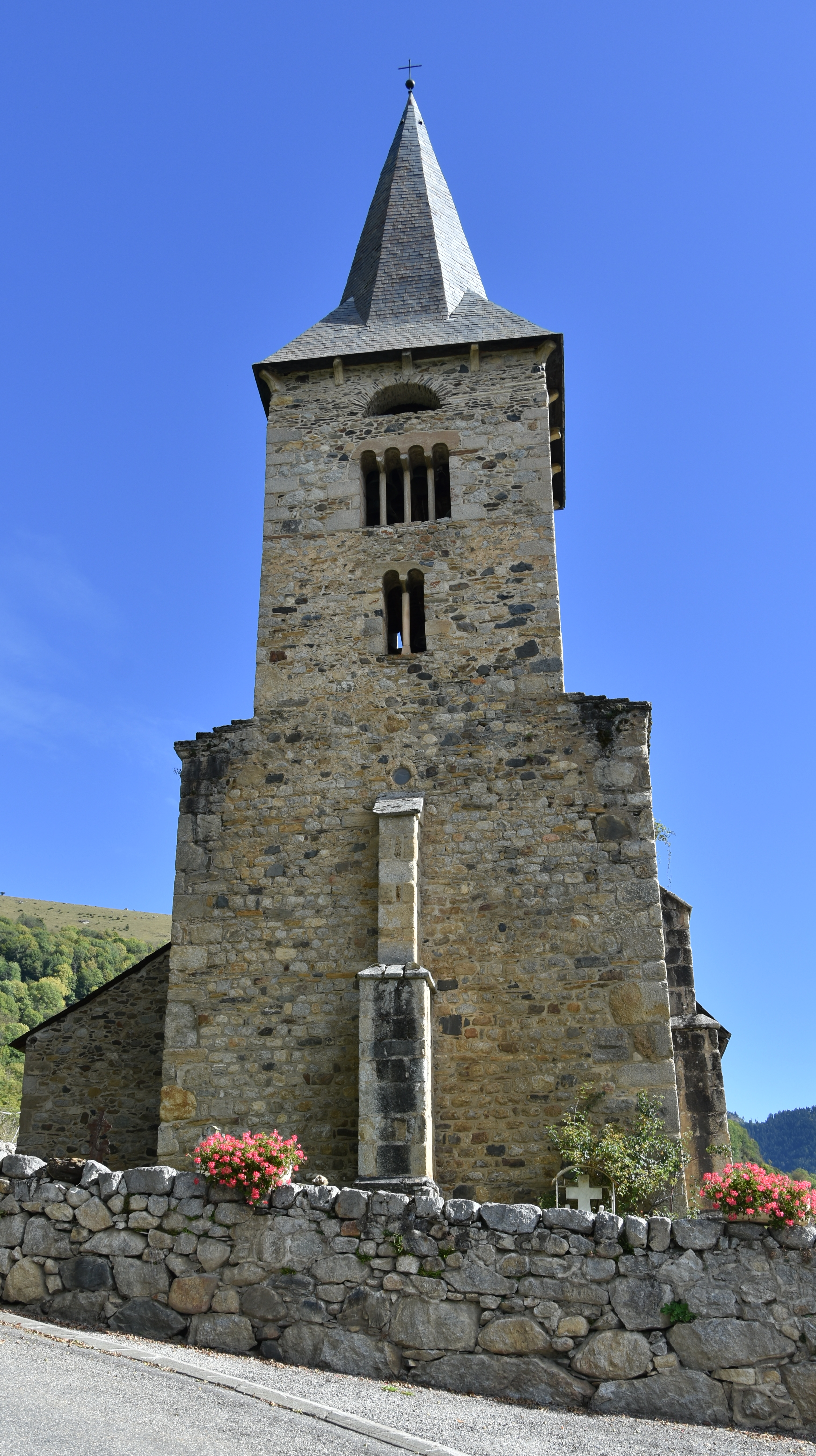
De klokkentoren
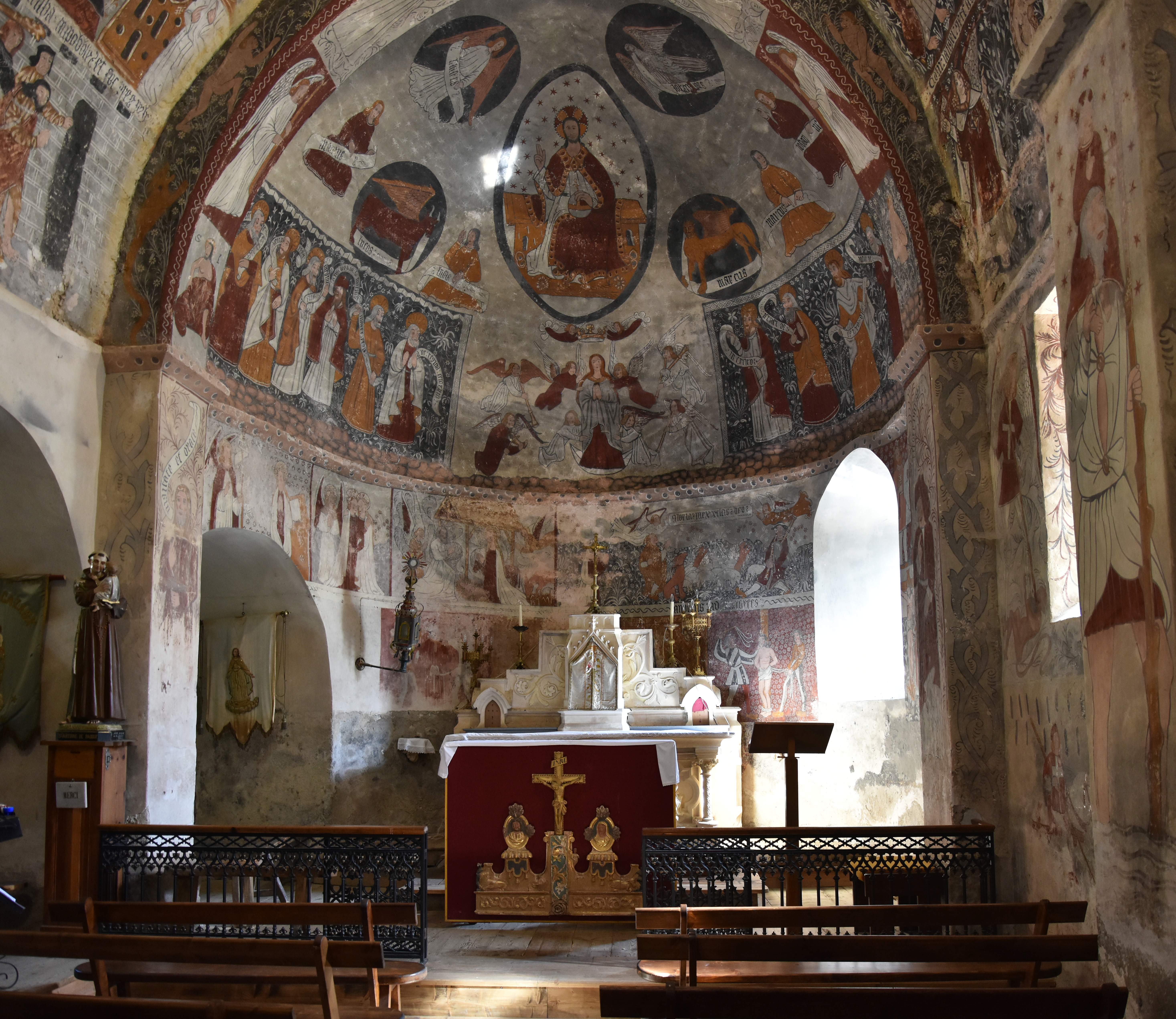
De apsis met fresco's
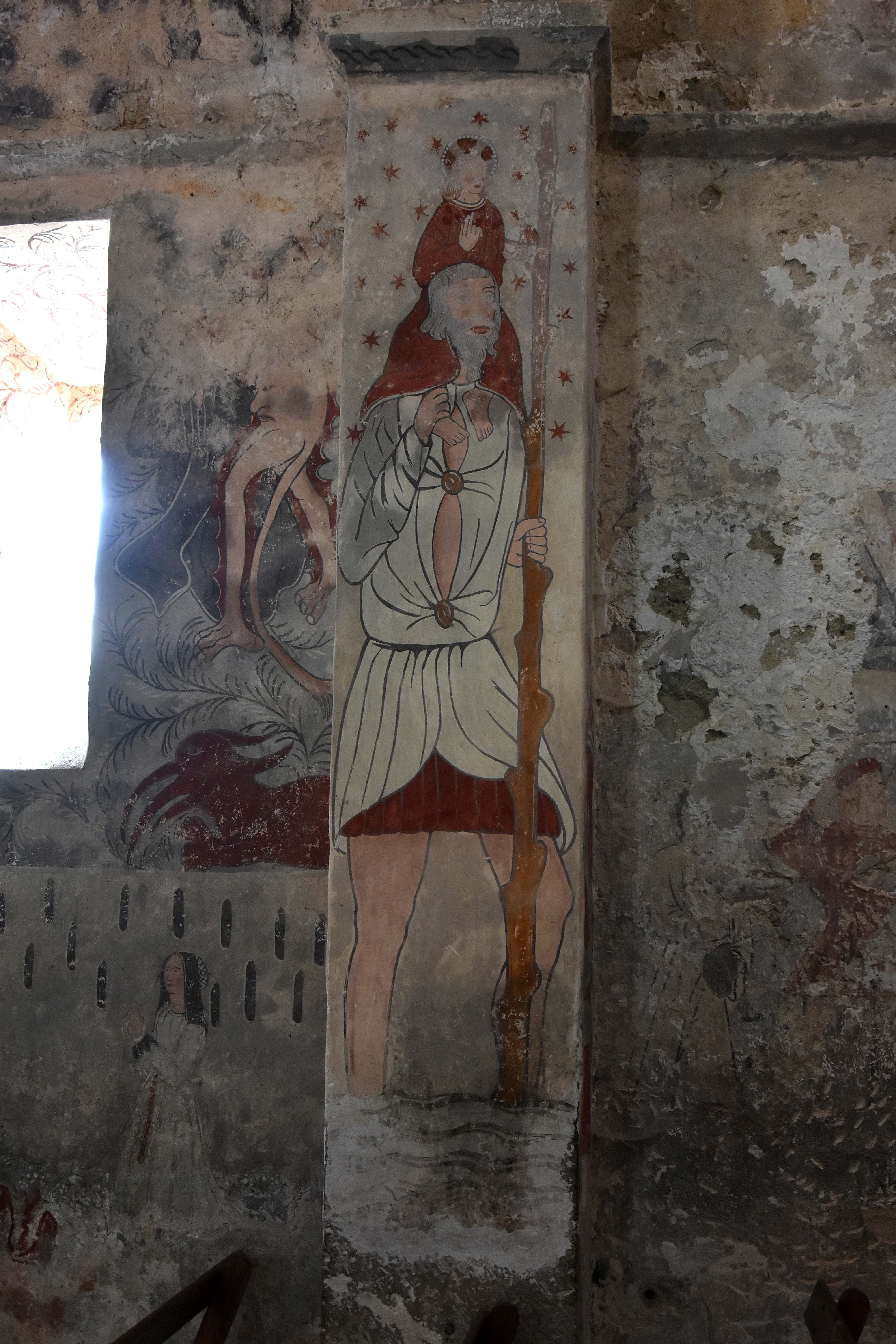
Een fresco met Sint-Christoffel
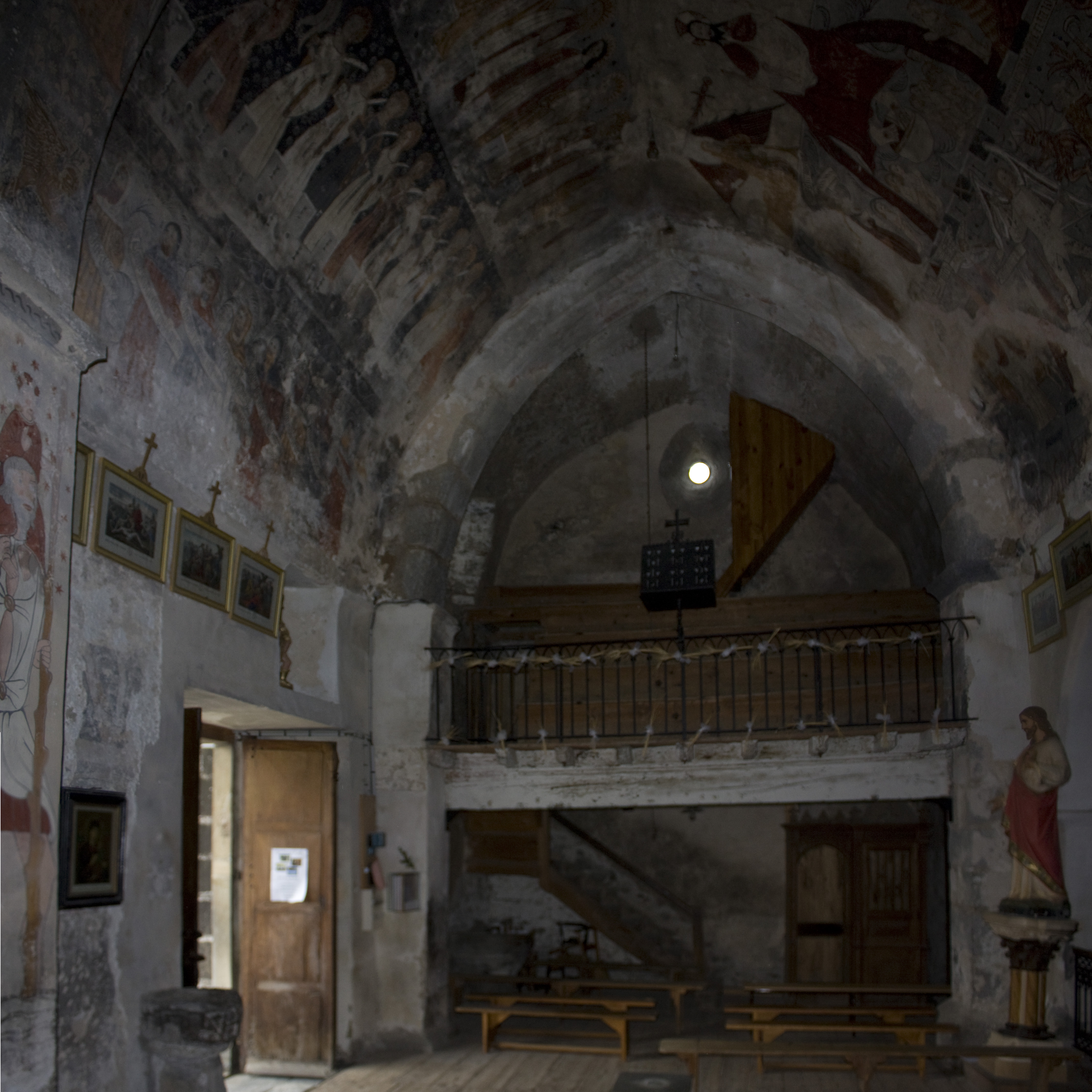
Achterzijde
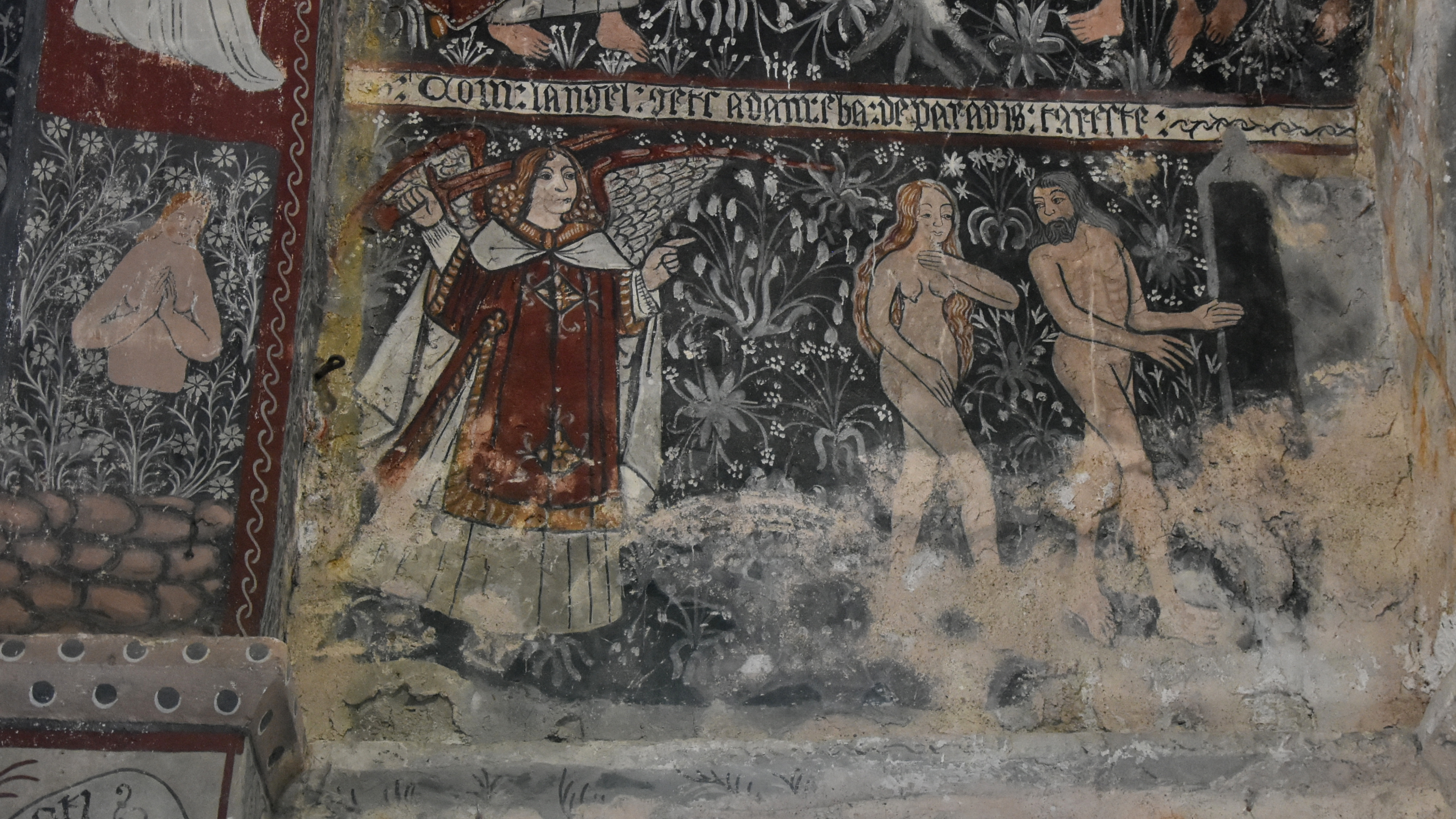
Adam en Eva verjaagd uit het Hof van Eden
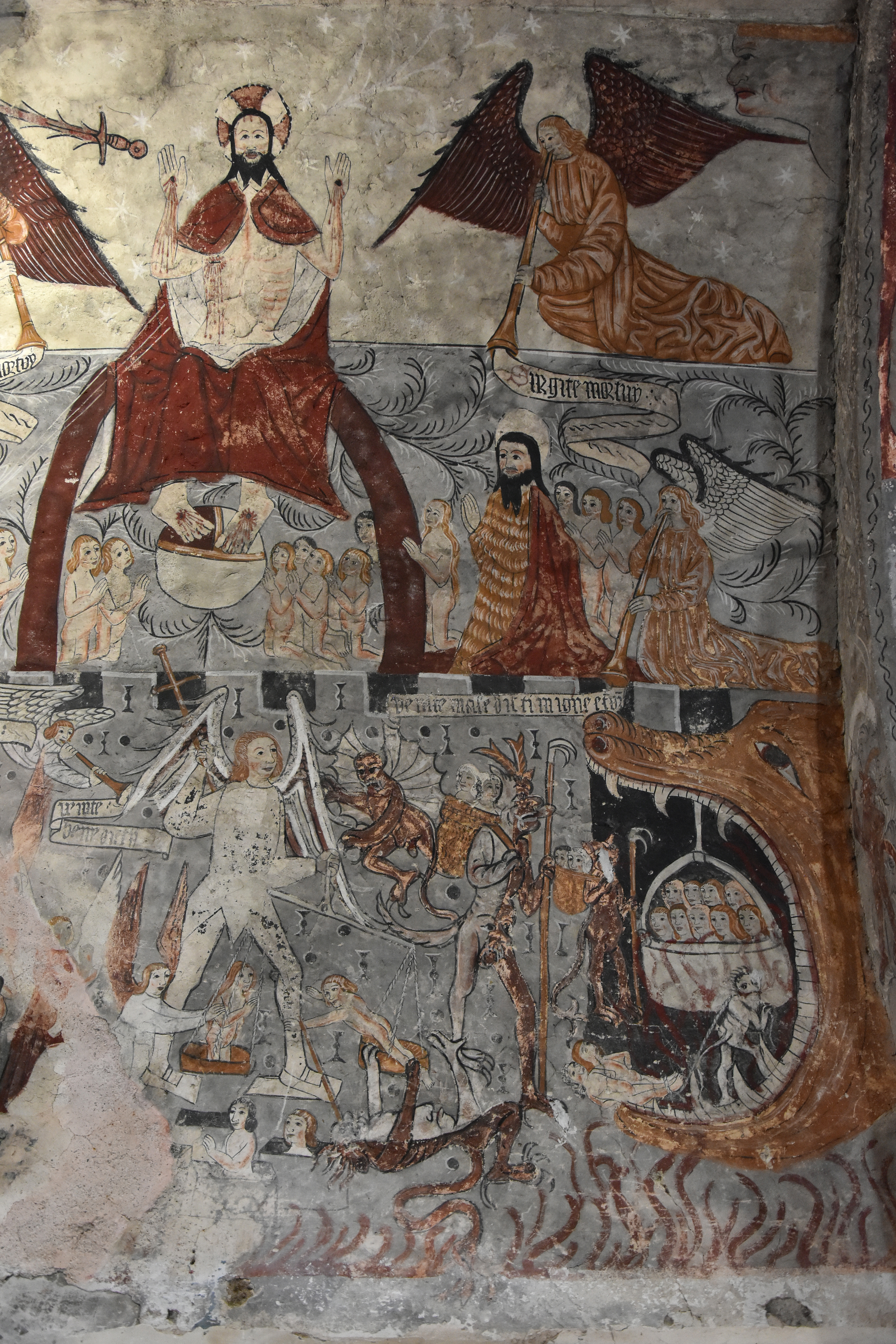
Het Laatste Oordeel